# Felix Otto (Ruderer)
Felix Otto (* 14. Juni 1983 in Düsseldorf) ist ein ehemaliger deutscher Ruderer. Er war mehrfach deutscher Meister, Weltcupsieger, Weltcupgesamtsieger und Weltmeister im Rudersport mit der deutschen Rudernationalmannschaft geworden. Seine größten Erfolge hat er als Leichtgewichts-Ruderer errungen. Ab 2008 startete er in der offenen Gewichtsklasse.

## Kurzbiografie

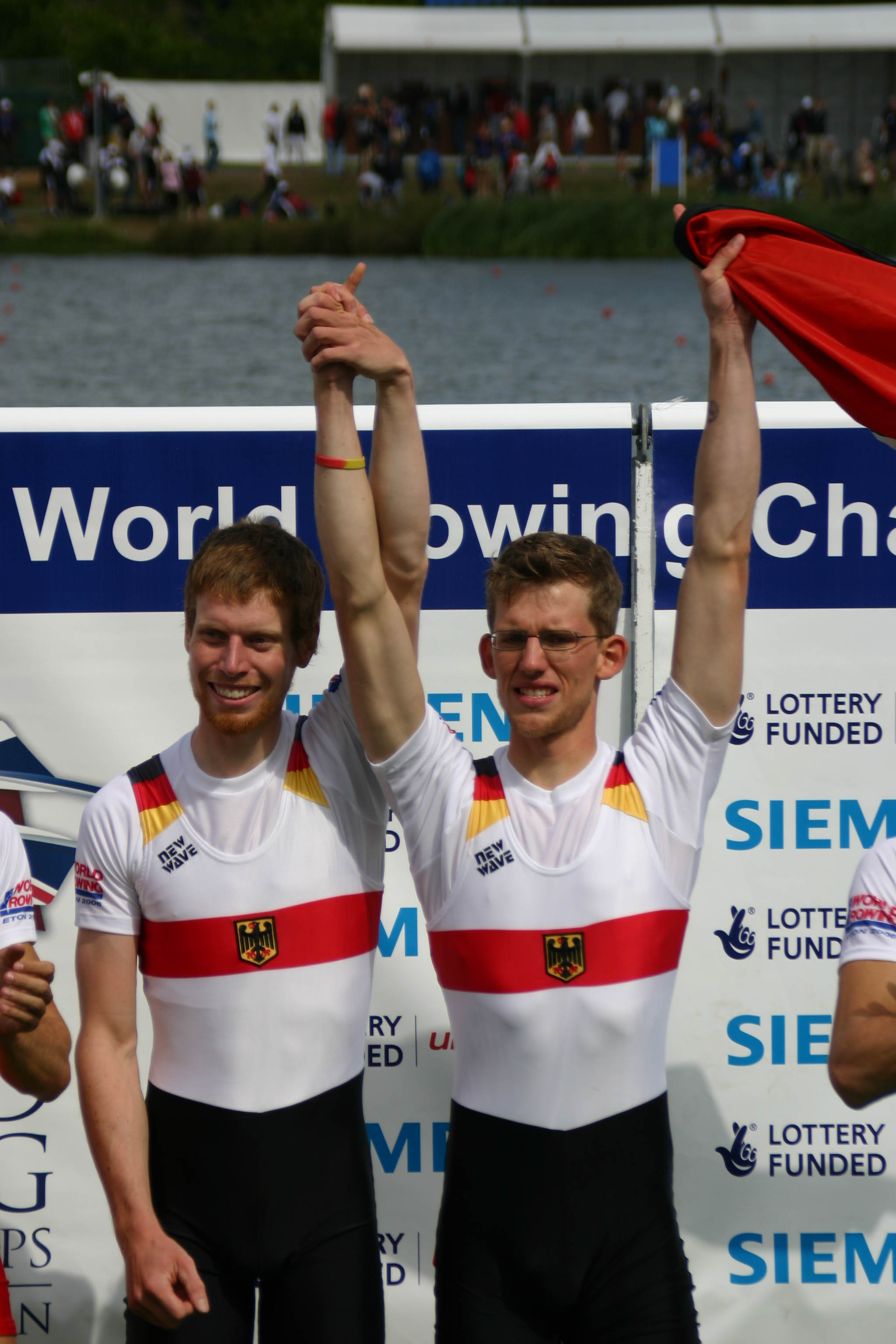
Ole Rückbrodt und Felix Otto (rechts)

### Leben
Felix Otto wuchs mit seinen drei Geschwistern in Düsseldorf auf. Er besuchte die katholische Grundschule St. Blasius und wechselte dann auf das Görres-Gymnasium in Düsseldorf an der Königsallee. Nach seinem Abitur begann er das Studium der Medizin an der Ruhr-Universität Bochum.

### Sportlicher Werdegang
Felix Otto war schon als Kind sportbegeistert. Mit sechs Jahren trat er dem Düsseldorfer Fußballclub Sparta Bilk bei, den er mit zehn Jahren wieder verließ. Die sportliche Laufbahn ging nahtlos in den Rheinischen Fechtclub Düsseldorf (RFKD) über. Hier war er zusammen Mitglied mit dem späteren und ersten deutschen Fechtolympiasieger, von 2008 in Peking, Benjamin Kleibrink.
Mit fünfzehn Jahren trat Otto dem Ruderclub Germania Düsseldorf 1904 (RCGD) bei. Durch den Vater kam er unter die Betreuung des Clubtrainers Stephan Krajewski, der ihm die Anfänge des Riemenruderns beigebracht hat. Für diesen Verein erruderte er auch seine ersten und wichtigsten Erfolge im Rudersport. In seiner ersten Saison 1999 startete Otto bei den Deutschen Jahrgangsmeisterschaften der U17-Junioren in München. In den Jahren darauf folgten dann zahlreiche Titel als Deutscher Juniorenmeister, Deutscher U23-Meister und Landesmeister. 2002 wechselte Otto mit seinem Partner Stephan Mlecko zum Trainer Oliver Kampmeier nach Essen. Nach dem Erringen der deutschen U23-Meistertitel in Essen am Baldeneysee im Leichtgewichts-Vierer ohne Steuermann und dem Leichtgewichts-Achter wurden beide in den deutschen Kader der U23-Rudernationalmannschaft berufen. Otto bestritt seine ersten U23-Weltmeisterschaften in Belgrad.
In den Jahren 2004 und 2005 wechselte Otto nicht nur noch einmal Trainer, sondern auch das Ruderteam. Unter Rita Hendes wurde er mit den Partnern Ole Rückbrodt, Lutz Ackermann und Joel El-Qalqili in den deutschen Leichtgewichts-Vierer ohne Steuermann der U23-Altersklasse berufen. Hier ruderte er ebenfalls auf den U23-Weltmeisterschaften der U23-Rudernationalmannschaft 2004 in Posen und 2005 in Amsterdam. Otto wurde im Jahr 2004 in das Team 2008 Peking der Stadt Düsseldorf berufen. Diese nahm die Düsseldorfer Marketing & Tourismus GmbH (DMT), die Stadtsparkasse Düsseldorf, sowie der Stadtsportbund vor. Hier wurde Otto professionell gefördert.
Im Jahr 2006 gab es eine Umstrukturierung im Deutschen Ruderverband (DRV) und es wurde in der offenen Leichtgewichtsklasse mit Brigitte Bielig aus Dresden eine Cheftrainerin berufen. Diese stellte nach den Deutschen Kleinboot-Meisterschaften 2006 in Brandenburg einen Sechserkreis zusammen, in den Otto berufen wurde. Er bildete in diesem Jahr mit seinem ehemaligen Vierer-Partner Ole Rückbrodt, den Leichtgewichts-Zweier ohne Steuermann. Die beiden ruderten ihre erste Saison in der offenen Leichtgewichtsklasse und bestritten die ersten World-Cup-Rennen in München, Posen und Luzern. Mit dem Sieg des World-Cups in Luzern am Rotsee wurden die beiden für die Ruder-Weltmeisterschaften in Eton nominiert. Hier wurde Otto mit seinem Partner zum ersten deutschen Weltmeister im Leichtgewichts-Zweier ohne Steuermann.
Ende des Jahres 2006 zog Otto nach Dortmund zum Ruderstützpunkt, um die Nähe zur Uni und den Bundestrainern zu verbinden. Er trainierte weiter unter der Betreuung von Bundestrainer Dieter Grahn sowie Stützpunkttrainer Christian Viedt. Im Frühjahr 2007 gab es erneut eine Umstrukturierung im Leichtgewichtsbereich des DRV. Uwe Bender wurde nun zum Cheftrainer der Leichtgewichte ernannt. Der Trainingsstandort von Otto verlagert sich erneut, diesmal nach Saarbrücken. Otto wurde als einziger seines alten U23-Vierers in den neuen Sechserkreis berufen. Hier trainierte er mit den späteren Vize-Weltmeistern von 2007 und den Weltmeistern von 2009, den Zwillingen Martin und Jochen Kühner, in einer Trainingsgruppe am Olympiastützpunkt Saarbrücken.
Die Saison lief mit seinem neuen Zweierpartner nur mäßig an und der erste World-Cup in Linz endet mit einem zehnten Platz im Zweier unter den Erwartungen. Das Team konnte die Form aber verbessern und landete auf dem letzten World-Cup in Luzern auf dem dritten Platz. Mit dieser Prüfung wurde Otto mit seinem Zweierpartner in das TOP-Team-Peking-2008 berufen und zum Stamm des Leichtgewichts-Vierer ohne Steuermann ernannt, da dieser in Luzern hinter der Konkurrenz blieb. Bei den Weltmeisterschaften 2007 in München verpasste der Vierer um Otto schließlich die Qualifikationsplätze für die Olympischen Sommerspiele 2008 in Peking, da er krankheitsbedingt abgemeldet werden musste.
Um im folgenden Jahr 2008 noch ein Ticket für die Olympischen Sommerspiele in Peking zu errudern, bereitete sich Otto mit einem erweiterten Kreis auf die olympische Qualifikationsregatta in Luzern vor, auf der ein letzter Startplatz im leichten Vierer vergeben wurde. Nach einigen Selektionsmaßnahmen wurde Otto wieder in den Sechserkreis aufgenommen. Zu diesem Zeitpunkt erfuhr der DRV vor allem im Leistungssportbereich eine enorme Umstrukturierung. Der Bundestrainer wurde nach Streitgesprächen entlassen. Es gab große Diskussionen und nur einige Wochen vor Olympia eine Neubenennung des Cheftrainers und des Sportlerteams. Hier zog Otto die Notbremse und verfasste einen Brief an die zuständigen Trainer mit der Bitte „Otto aus dem erlesenen Kreis zu entlassen, da Otto nicht mehr mit dieser Konstellation nach Olympia fahren möchte“. Die Chancen auf ein erfolgreiches Abschneiden waren scheinbar zu gering. Er stehe aber weiter zur Verfügung. Der skandalöse letzte Platz des Deutschland-Achters und die Tatsache, dass der Männer-Riemenbereich bei den Spielen in Peking nicht keine einzige Medaille gewonnen hatte, veranlasste den DRV, einen neuen Trainerstab aufzustellen und den Sportdirektor zu entlassen, der nach den verpatzten Rennen in einem Interview im öffentlichen Fernsehen eine mangelnde Reflexion der Tatsachen vorwies. Nach diesen Entscheidungen entschloss sich Otto dazu, die Profilaufbahn zu beenden.
Er entschied sich kurzfristig mit seinem alten Zweierpartner Ole Rückbrodt die Saison mit anderen internationalen Regatten zu Ende zu bringen. Otto entschied sich außerdem dazu, nicht mehr im Leichtgewichtsbereich zu fahren, sondern startete nun in der offenen Gewichtsklasse. Die beiden starteten auf der Henley Royal Regatta, erreichten unerwartet das Finale und unterlagen nur knapp den Olympiadritten des Männer-Zweier ohne Steuermann aus Südafrika. Weiter brachten sie die Saison mit einem erst nachträglich zugesprochenen zweiten Platz der Studentenweltmeisterschaften in Belgrad zu Ende, da die Erstplatzierten des Dopings überführt wurden und Otto mit seinem Partner somit vom Dritten auf den Zweiten Platz nachrückte.

### Sportliche Aktivitäten danach
Da Otto weiterhin sportlich aktiv blieb, wechselt er Ende 2008 ins Mannschaftslager des Trainers Ralf Müller an den Fühlinger See in Köln, zum Verein RTHC Bayer Leverkusen.
Im Jahr 2009 wurde in Deutschland mit der Ruder-Bundesliga (RBL) ein neues Ruderkonzept ins Leben gerufen. Für diese stellte Otto mit seinem Bruder Moritz Otto, Olympiasieger Stephan Volkert, Weltmeister Stephan Koltzk, Weltmeister Thorsten Engelmann und seinen Vereinskameraden ein geeignetes Achter-Team zusammen: die RTHC-Bayer-Leverkusen-Pred8oars (Predators=Raubtiere; 8=acht Mann; oars=engl. für Riemen). Mit Otto als Schlagmann schaffte es die Mannschaft als fünftes Boot in die 1. Ruder-Bundesliga. Hier erruderten sie einige Podiumsplätze. Otto gewann mit den Pred8oars außerdem den „8er Sprint Düsseldorf“ im Düsseldorfer Medienhafen, wo beste Teams national und international im K.-o.-System gegeneinander antreten, und sicherte sich das Preisgeld. Weiter belegte Otto den zweiten Platz bei dem Kölner Stadtachter während der Kölner Lichter, das im WDR übertragen wurde.
Im Jahr darauf blieb Otto den Pred8oars treu und widmete sich zusätzlich dem Deutschen Hochschulsport. Er gewann zusammen mit seinem Bruder die Deutschen Hochschulmeisterschaften in allen Männer-Riemenbootsklassen, dem Männer-Zweier ohne Steuermann, dem Männer-Vierer ohne Steuermann und dem Männer-Achter mit Steuermann. Dadurch wurde er erneut für die Studentenweltmeisterschaften in Szeged nominiert, diesmal aber im Vierer ohne Steuermann, außerdem mit seinem Bruder im Zweier ohne für die Studenteneuropameisterschaften in Amsterdam (Niederlande). Otto stellte hier mit seinem Bruder an dessen Geburtstag im Finale einen neuen Studenten-Europarekord auf. Mit den Pred8oars konnte der Titel beim „8er Sprint Düsseldorf“ verteidigt werden. Bei den Kölner Lichtern 2010 holte Otto mit den Pred8oars nach langer Zeit den Preis wieder nach Leverkusen.

## Auszeichnungen und Ehrungen
Felix Otto wurde 2006 vom Landessportbund Nordrhein-Westfalen für seine Goldmedaille bei der Weltmeisterschaft in Eton mit der Sportlerehrenmedaille des Landes ausgezeichnet. Die Medaille überreichte der damalige Innenminister Ingo Wolff persönlich, in Ottos Heimatverein. Die Stadt Dortmund verlieh Otto den Ehrenring der Stadt Dortmund im Jahr 2006, weil er während dieser Zeit dem Stützpunkt Dortmund zugehörig war. Otto wurde außerdem einige Male vom Oberbürgermeister der Stadt Düsseldorf, unter anderem Joachim Erwin, im Rathaus, in Form einer Sportlerehrung geehrt.

## Aktuelles
Aktuell lebt Otto mit seiner Lebensgefährtin in Düsseldorf.

## Sportliche Erfolge

### Weltmeisterschaften
- Sieger im Leichtgewichts-Zweier ohne Steuermann 2006 Eton

### U23-Weltmeisterschaften
- Dritter im Leichtgewichts-Vierer ohne Steuermann 2003 Belgrad
- Sieger im Leichtgewichts-Vierer ohne Steuermann 2004 Poznań
- Sieger im Leichtgewichts-Vierer ohne Steuermann 2005 Amsterdam

### Ruder-Weltcup
- Sieger im Leichtgewichts-Zweier 2006 München
- Sieger im Leichtgewichts-Zweier 2006 Luzern
- Zweiter im Leichtgewichts-Zweier 2006 Poznań
- Dritter im Leichtgewichts-Zweier 2007 Luzern

### Deutsche Meisterschaften
- Dritte Deutsche U19 Meisterschaften 2000 Brandenburg
- Erste Deutsche U19 Meisterschaften (Leichtgewichts-Vierer; Leichtgewichts-Achter) 2001 Brandenburg
- Erste Deutsche U23 Meisterschaften im Leichtgewichts-Achter 2002 Essen
- Zweite Deutsche U23 Meisterschaften im Leichtgewichts-Vierer 2002 Essen
- Erste Deutsche U23 Meisterschaften im Leichtgewichts-Vierer 2003 Brandenburg
- Zweite Deutsche U23 Meisterschaften im Leichtgewichts-Zweier 2003 Brandenburg
- Erste Deutsche U23 Meisterschaften (Leichtgewichts-Vierer; Leichtgewichts-Achter) 2004 Essen
- Zweites Deutsches Meisterschaftsrudern (Leichtgewichts-Vierer; Leichtgewichts-Achter) 2004 Berlin
- Erste Deutsche U23 Meisterschaften (Leichtgewichts-Vierer; Leichtgewichts-Achter) 2005 Duisburg
- Drittes Deutsches Meisterschaftsrudern Leichtgewichts-Zweier 2006 Brandenburg
- Erstes Deutsches Meisterschaftsrudern Doppelvierer 2009 Essen
- Dritte Deutsche Sprintmeisterschaften Achter 2009 Köln

### Studentenweltmeisterschaften
- Zweiter Studentenweltmeisterschaften im Zweier 2008 Belgrad
- Zweiter Studentenweltmeisterschaften im Vierer 2010 Szeged

### Studenteneuropameisterschaften
- Erster Studenteneuropameisterschaften im Zweier 2010 Amsterdam

### Ruder-Bundesliga
- Dritter RBL-Event Ratzeburg 2009
- Zweiter RBL-Event Hannover 2009
- Erster RBL-Event Krefeld 2009